# Tore Kallstad
Tore Kallstad (Lørenskog, 1º agosto 1965) è un ex calciatore norvegese, di ruolo attaccante.

## Carriera

### Club
Kallstad debuttò nella 1. divisjon con la maglia dello Strømmen: il 27 aprile 1986, infatti, fu titolare nella sconfitta casalinga per 1-3 contro il Vålerengen, in cui andò comunque a segno. Nel 1992, passò al Lillestrøm, per cui esordì il 25 aprile, quando subentrò a Kenneth Nysæther nella vittoria per 2-1 sul Viking. Realizzò un'unica rete in campionato, con questa maglia: il 24 maggio successivo, infatti, fu autore di un gol nel 6-0 inflitto al Tromsø. Nel 1993, tornò allo Strømmen.

### Nazionale
Kallstad conta 9 presenze e 2 reti per la Norvegia under 21. Debuttò il 13 agosto 1985, nella sconfitta per 0-4 contro la Germania Est under 21. Il 12 settembre successivo arrivò la prima rete, nella vittoria per 6-0 sulla Nazionale maggiore egiziana.